# Edisto Inlet
Das Edisto Inlet (vormals Edisto Bay) ist ein rechteckiger Seitenarm der Moubray Bay an der Borchgrevink-Küste des ostantarktischen Viktorialands. Sie liegt zwischen der östlich gelegenen Hallett-Halbinsel und der übrigen Festlandküste. Die Einfahrt zu dieser Bucht wird im Westen durch Kap Christie und im Osten durch Kap Hallett begrenzt.
Benannt ist sie nach der USCGC Edisto, einem der Schiffe der Operation Highjump (1946–1947).